# Lekkoatletyka na Światowych Wojskowych Igrzyskach Sportowych 2015 – bieg na 800 m kobiet
Bieg na 800 metrów kobiet – jedna z konkurencji biegowych rozegranych w dniu 5 października 2015 roku podczas 6. Światowych Wojskowych Igrzyskach Sportowych na kompleksie sportowym KAFAC Sports Complex w Mungyeongu.

## Terminarz
| Data                | Godzina (UTC+09:00) | Wydarzenie |
| ------------------- | ------------------- | ---------- |
| 5 października 2015 | 17:00               | Finał      |

## Rekordy
Tabela prezentuje rekord świata, a także rekord Igrzysk wojskowych (CSIM) przed rozpoczęciem mistrzostw.
|                                   | Zawodnik              | Wynik   | Miejsce   | Data                  |
| --------------------------------- | --------------------- | ------- | --------- | --------------------- |
| Rekord świata                     | Jarmila Kratochvílová | 1:53,28 | Monachium | 26 lipca 1983(dts)    |
| Rekord Igrzyska wojskowych (CSIM) | Natallja Duchnowa     | 2:00,84 | Zagrzeb   | 24 sierpnia 1999(dts) |

## Medaliści
| Złoto                   | Srebro                       | Brąz                       |
| Natalija Łupu · Ukraina | Marina Arzamasowa · Białoruś | Angelika Cichocka · Polska |

## Rezultaty

### Finał
| Pozycja | Tor | Zawodnik                 | Państwo           | Czas    | Uwagi |
| ------- | --- | ------------------------ | ----------------- | ------- | ----- |
| 01 !    | 8   | Natalija Łupu            | Ukraina           | 1:59,99 | CR    |
| 02 !    | 4   | Marina Arzamasowa        | Białoruś          | 2:00,57 |       |
| 03 !    | 5   | Angelika Cichocka        | Polska            | 2:00,72 |       |
| 4       | 6   | Florina Pierdevară       | Rumunia           | 2:00,91 |       |
| 5       | 4   | Selah Jepleting Busienei | Kenia             | 2:03,01 |       |
| 6       | 8   | Mihaela Roxana Nunu      | Rumunia           | 2:03,23 |       |
| 7       | 1   | Marta Hirpato Yota       | Bahrajn           | 2:07,52 |       |
| 8       | 2   | Annette Eichenberger     | Stany Zjednoczone | 2:07,61 |       |